# Didier Knayer
Didier Knayer, né le 26 novembre 1957 à Toulouse, est un footballeur français.
Son père, Jean-Pierre Knayer, est aussi footballeur professionnel.

## Biographie
Après un passage à l'INF Vichy, Didier Knayer intègre le Sporting Étoile Club de Bastia sur recommandation par Pierre Pibarot. Il participe à l'épopée en Coupe UEFA 1977-1978. Knayer est titularisé lors du seizième de finale retour en Angleterre contre Newcastle United (victoire 3-1),.
Pour la saison 1983-1984, Didier Knayer est recruté par l'US Orléans en compagnie de Guy Stéphan et Serge Chiesa.
En 1986, Knayer rejoint le FC Martigues. Mais pour son premier exercice là-bas, il vit un championnat laborieux au point de sauver in-extrémis la place du club en seconde division en terminant quinzième du groupe B à trois points du premier relégable.
Après sa carrière sportive, Knayer devient promoteur immobilier à Miomo, près de Bastia.